# Pontus Farnerud
Pontus Farnerud (Helsingborg, 4 de junho de 1980) é um ex-futebolista sueco que jogava a trinco. É o irmão mais velho de Alexander Farnerud.
Faz parte da Selecção da Suécia e participou no Campeonato do Mundo de 2002.

## Palmarés
- Ligue 1 Francesa : 2000 AS Monaco
- Taça de Portugal: 2006/2007, 2007/2008